# Sombre Fortune
Pour plus de détails, voir Fiche technique et Distribution.
Sombre Fortune (Choked) est un film indien réalisé par Anurag Kashyap, sorti en 2020.
Le film prend pour contexte la démonétisation des billets de 500 et 1 000 roupies de 2016.

## Fiche technique
- Titre original : Choked
- Titre français : Sombre Fortune
- Réalisation : Anurag Kashyap
- Scénario : Nihit Bhave
- Direction artistique : Vilas Kolap
- Décors : Seema Kashyap
- Costumes : Sawant Prashant
- Photographie : Sylvester Fonseca
- Montage : Konark Saxena
- Musique : Karsh Kale
- Pays d'origine : Inde
- Format : Couleurs - 35 mm - 2,35:1 - Dolby Digital
- Genre : drame
- Durée : 114 minutes
- Date de sortie :
  - Monde : 5 juin 2020 (sur Netflix)

## Distribution
- Saiyami Kher : Sarita Pillai
- Roshan Mathew : Sushant Pillai
- Amruta Subhash : Sharvari Taai
- Upendra Limaye : Reddy
- Tushar Dalvi : Bank Manager Sahni
- Rajshri Deshpande : Neeta